# Jay (New York)
Pour les articles homonymes, voir Jay.
Jay est une municipalité (town) américaine de l'État de New York, située dans le comté d'Essex.

## Géographie
La municipalité s'étend sur 176,4 km2 dans le parc Adirondack, au nord du comté d'Essex, à 210 km au nord d'Albany, et est bordée par la rivière Au Sable. Elle abrite la localité centrale de Jay, ainsi que les hameaux d'Au Sable Acres, Au Sable Forks, Green Street, Jersey Section, North Jay, Rome Section, The Grove et Upper Jay.
|            | Black Brook   | Au Sable     |
| Wilmington | Jay           | Chesterfield |
| Keene      | Elizabethtown | Lewis        |

## Histoire
La municipalité est créée en 1798 par détachement de la partie ouest de Willsboro et reçoit son nom en l'honneur de John Jay, gouverneur de l'État de New York. Des portions de son territoire sont détachées pour former Keene en 1808, puis Elizabethtown et Wilmington en 1821. Jay est elle-même agrandie en 1822 par le rattachement de territoires détachés de Chateaugay et Peru.

## Politique et administration
La municipalité est administrée par un superviseur et un conseil de quatre membres élus pour deux ans.

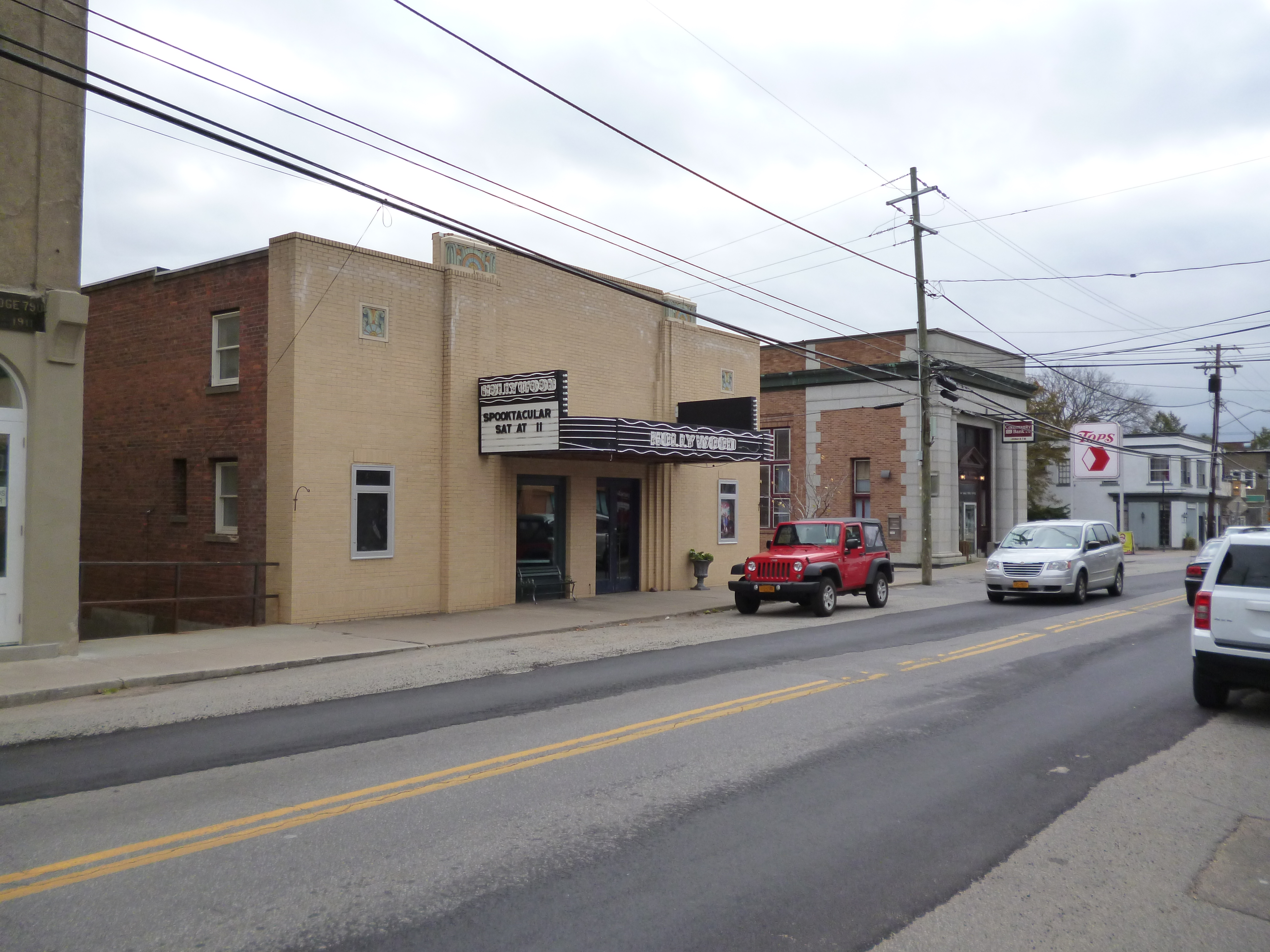
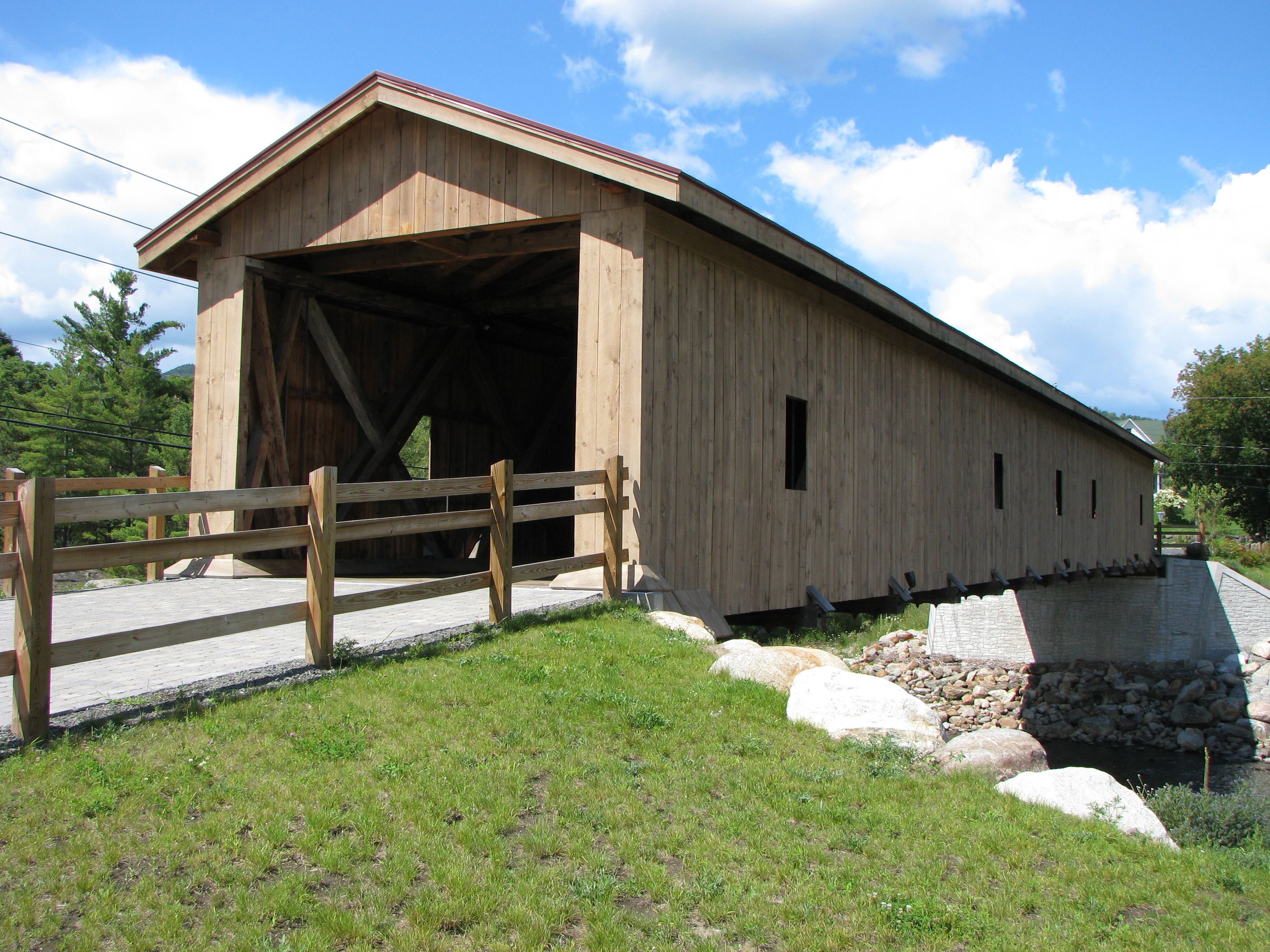
Le pont couvert.